# 有村國知
有村 国知（ありむら くにとも、1974年6月26日 - ）は、日本の政治家。滋賀県愛荘町長（2期）。

## 来歴
滋賀県愛荘町出身。愛荘町立愛知中学校、近江兄弟社高等学校を経て、1997年（平成9年）3月、青山学院大学経営学部経営学科卒業。東洋製罐、日本マクドナルド、有村治子事務所（秘書）勤務を経て、2013年（平成25年）４月の彦根市長選挙に無所属で立候補して落選。2018年（平成30年）2月の愛荘町長選挙に自由民主党・公明党推薦で立候補。滋賀2区選出の衆議院議員上野賢一郎や保守系町会議員の支援も得て、初当選した。
2022年（令和4年）2月27日投開票の町長選挙で再選。

## 家族・親族
下記の一覧には、日本の民法において親族の範囲に含まれる者のみを記載した。
- 有村國彦（高祖父） - 銀行家
- 海江田信義（高祖伯父） - 政治家
- 有村兼武（高祖伯父） - 薩摩藩士
- 有村兼清（高祖伯父） - 薩摩藩士
- 藤居静子 (祖母) - 藤居本家6代目当主
- 有村國宏（父） - 政治家[3]、滋賀県議、有村家本家14代[4]
- 有村國孝（叔父） - ICカード発明者
- 有村國俊（兄） - 政治家[3]、滋賀県議、真宗大谷派眞念寺住職
- 有村治子（姉） - 参議院議員[3]